# Leptodactylus pustulatus
Leptodactylus pustulatus är en groddjursart som först beskrevs av Peters 1870.  Leptodactylus pustulatus ingår i släktet Leptodactylus och familjen tandpaddor. IUCN kategoriserar arten globalt som livskraftig. Inga underarter finns listade i Catalogue of Life.